# بايلشتاين
بايل اشاين (وورتمبورغ) (بالألمانية: Beilstein, Württemberg) هي بلدة، مدينة وبلدة ألمانية تقع في ألمانيا في بادن-فورتمبيرغ.[بحاجة لمصدر] يقدر عدد سكانها بـ 6,140 نسمة .

## المدن التوأمة
مدينة Pontault-Combault هي مدينة توأمة لـبايل اشاين (وورتمبورغ).

## معرض صور

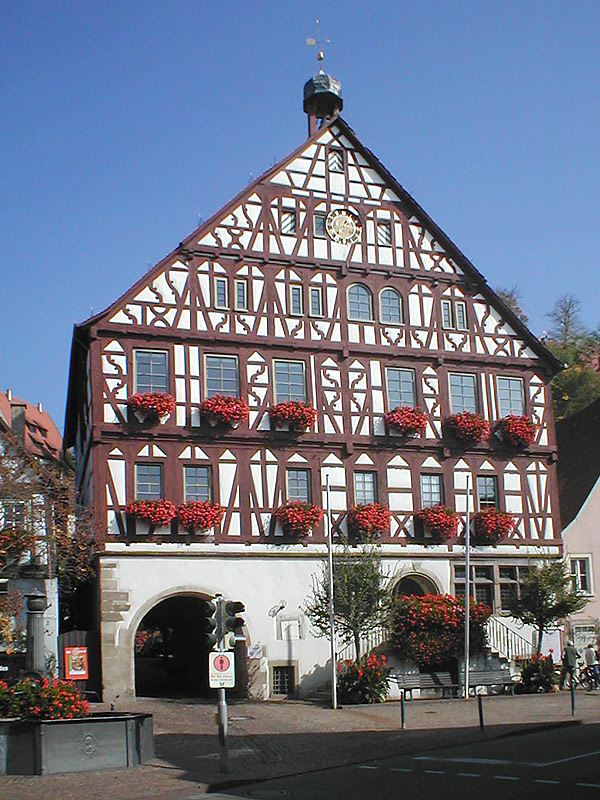
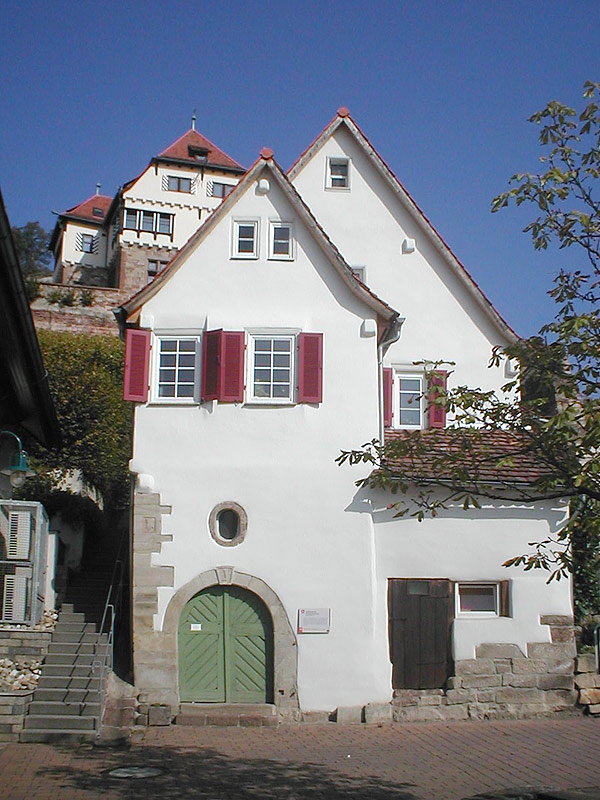
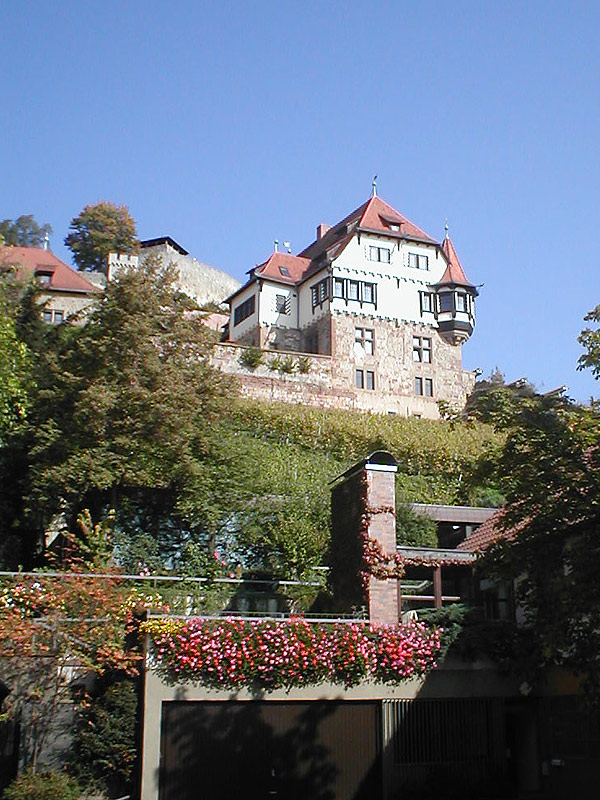
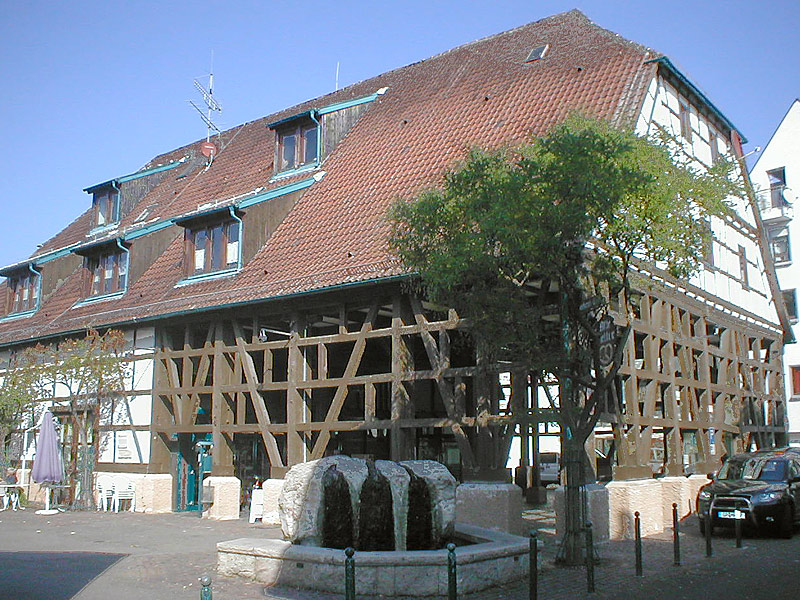